# Acalolepta ussurica
Acalolepta ussurica es una especie de escarabajo del género Acalolepta, familia Cerambycidae. Fue descrita científicamente por Plavilstshikov en 1951.
Habita en Rusia y Siberia. Mide 12 mm. El período de vuelo de esta especie ocurre en los meses de julio y agosto.